# María Luisa Zafra Valverde
María Luisa Zafra Valverde (nacida en 1942) es una botánica, curadora, y profesora española, que desarrolla su actividad académica como profesora titular en el "Departamento de Botánica", y es directora del herbario, de la Universidad de Granada.
Ha trabajado en la taxonomía del género Sideritis, de la familia de las lamiáceas.

## Algunas publicaciones
- maría l. Zafra, j. Varo. 1984. El orden Racomitrietalia Heterostich G.Phil. 1956 en la península de Murcia". An. de Biología A.2 (sección especial 2). 1984: 367-370

- o. Socorro, i. tarrega, maría l. Zafra. 1984. Sobre algunas Sideritis andaluzas. Studia Botanica 3: 267-271

- -----------, j. Molero, m. lópez Guadalupe, maría l. Zafra, g. Marín, j. Hurtado, f.a. pérez Raya. 1981. Algunas consideraciones sobre las comunidades nitrófilas de Granada (España). Archivos de Flora Ibérica 37 (2): 737-763

- f. esteve Chueca, j. Varo, maría l. Zafra. 1975. Catálogo de Briófitos de la provincia de Granada. Trab. Dto. Bol. Univ. de Granada 3:3-44

### Coautorías en libros
- 2010. Flora ibérica. Vol. XII. Verbenaceae-Labiatae-Callitrichaceae, vol. 17. Flora iberica : plantas vasculares de la península ibérica e Islas Baleares / Real Jardín Botánico. Coord. general de la obra: S. Castroviejo. Editorial CSIC - CSIC Press, 653 pp. ISBN 8400090411, ISBN 9788400090418

- La abreviatura «Zafra» se emplea para indicar a María Luisa Zafra Valverde como autoridad en la descripción y clasificación científica de los vegetales.[4]